# Dieter Mronz
Dieter Mronz (* 17. Mai 1944 in Trogen (Oberfranken)) ist ein deutscher Jurist und Politiker (SPD). Von 1988 bis 2006 war er Oberbürgermeister der Stadt Bayreuth.

## Leben
Dieter Mronz studierte Rechts- und Staatswissenschaften mit Volkswirtschaft an der Friedrich-Alexander-Universität Erlangen. 1965 wurde er Mitglied des Corps Baruthia. Er legte 1972 das Große Juristische Staatsexamen ab. Mit einer Doktorarbeit im Staats- und Verfassungsrecht wurde er im selben Jahr zum Dr. iur. utr. promoviert. 1973–1977 war er Regierungsrat bei der Regierung von Oberfranken und dem Landkreis Bayreuth. 1977 trat er in die Verwaltung der Stadt Bayreuth ein. Elf Jahre war er Rechts- und Personalreferent, Krankenhaus-, Sicherheits- und Umweltreferent und schließlich Stadtdirektor.
Ab 1982 saß er im Bezirkstag (Bayern) von Oberfranken. 1988 zum Oberbürgermeister der Stadt Bayreuth gewählt, wurde er 1994 mit 68 % und 2000 mit 63 % wiedergewählt. Nach 18-jähriger Amtszeit verzichtete er 2006 auf eine erneute Kandidatur. Nachfolger wurde in einer Stichwahl am 12. März 2006 der CSU-Kandidat Michael Hohl. Mronz ist verheiratet und hat zwei Kinder.

## Ehrungen
- Ehrenbürger von Annecy, Frankreich (15. Juni 1996)
- Bundesverdienstkreuz am Bande (17. Februar 1999)
- Ehrensenator der Hochschule für evangelische Kirchenmusik Bayreuth (24. Januar 2001)
- Ehrenbürger der Stadt Bayreuth (25. April 2006)
- Goldener Ehrenring der Stadt Bayreuth
- Bayerische Verfassungsmedaille in Silber (2013)

## Veröffentlichungen
- Gottlieb Friedr. Ferd. Keim 1783–1868. Gründer des Corps Baruthia 1803. Abgeordneter aus Bayreuth zur Nationalversammlung 1848. Einst und Jetzt, Jahrbuch des Vereins für corpsstudentische Geschichtsforschung, Bd. 31 (1986), S. 159–176.